# Козица (Кичево)
Козица (мкд. Козица) је насеље у Северној Македонији, у западном делу државе. Козица припада општини Кичево.

## Географија
Насеље Козица је смештено у западном делу Северне Македоније. Од најближег већег града, Кичева, насеље је удаљено 18 km јужно.
Козица припада историјској области Доња Копачка. Село је положено у долини невелике Беличке реке, која се улива у реку Треску на северу. Југозападно се изидже Илинска планина, а североисточно планина Баба Сач. Надморска висина насеља је приближно 720 метара.
Клима у насељу је планинска због знатне надморске висине.

## Становништво
Козица је према последњем попису из 2002. године имала 82 становника.
Већинско становништво су етнички Македонци (99%).
Претежна вероисповест месног становништва је православље.